# Thoralf Klein
Thoralf Klein (* 29. Mai 1967 in Hüttental) ist ein deutscher Historiker.
Thoralf Klein studierte Geschichte, Politikwissenschaft und Sinologie in Bonn, Guangzhou und Freiburg i. Br. 2000 promovierte er in Freiburg i. Br. Von 2000 bis 2003 war er Wissenschaftlicher Mitarbeiter und von 2003 bis 2007 Wissenschaftlicher Assistent am Lehrstuhl für Ostasiatische Geschichte der Universität Erfurt. Von 2007 bis 2008 war Klein Gastwissenschaftler der Universität Konstanz. Von 2008 bis 2010 war Klein erneut Wissenschaftlicher Assistent am Lehrstuhl für Ostasiatische Geschichte der Universität Erfurt. Seit 2010 lehrt er als Senior Lecturer in Modern History am Department of History, Politics and International Relations der Loughborough University.
Seine Arbeitsschwerpunkte sind die Kultur- und Sozialgeschichte Chinas seit 1800, die Geschichte der deutsch-chinesischen Beziehungen, die Geschichte des Christentums in China sowie die Kolonialgeschichte.

## Schriften
- Geschichte Chinas. Von 1800 bis zur Gegenwart. 2., durchgesehene Auflage. Schöningh, Paderborn 2009, ISBN 978-3-8252-2838-5.
- Die Basler Mission in Guangdong (Südchina) 1859–1931. Akkulturationsprozesse und kulturelle Grenzziehungen zwischen Missionaren, chinesischen Christen und lokaler Gesellschaft (= Erfurter Reihe zur Geschichte Asiens. Bd. 3). Iudicium-Verlag, München 2002, ISBN 3-89129-782-3.